# Kościół św. Antoniego Padewskiego w Łysakowie
Kościół świętego Antoniego Padewskiego w Łysakowie – rzymskokatolicki kościół parafialny należący do parafii pod tym samym wezwaniem (dekanat ciechanowski zachodni diecezji płockiej).
Obecny, murowany kościół został wybudowany w 1881 roku przez księdza Bonifacego Kulasińskiego. Konsekrowany został w dniu 13 października 1885 roku przez biskupa pomocniczego diecezji płockiej Henryka Piotra Kossowskiego. Wyposażenie świątyni, do którego należą: ołtarz główny z obrazem św. Antoniego i trzy boczne (pod wezwaniem Matki Bożej Różańcowej, św. Jakuba i św. Franciszka), powstało pod koniec XIX wieku. Dziesięciogłosowe organy zostały wykonane w 1900 roku przez Jana Szrejberta z Włocławka. Gruntowną restauracją kościoła zajął się ksiądz Włodzimierz Kosiorek, proboszcz parafii w latach 1981–2001. Na początku XXI wieku, w czasie urzędowania proboszczów parafii: księdza Marka Jędrzejewskiego i księdza Teofila Andrzeja Kapuścińskiego, została założona nowa posadzka z płyt granitowych, a także zostały zamontowane nowe ławki dębowe w świątyni i prezbiterium. Później zostały wyremontowane organy i pomalowany został dach kościoła.